# イラクの地方行政区画
イラクの地方行政区画は19の県 (アラビア語: محافظة、UNGEGN式: muḩāfaz̧a、ムハーファザ；複数形: محافظات muḩāfaz̧at、英語: Governorate) に分けられている。また自治地域としてクルディスタン地域が存在し、アルビール県、ドホーク県、スレイマニヤ県、ハラブジャ県（番号にk表記）の4県が所属している。
現行のイラク憲法では自身を連邦国家と規定しているため県ではなく州（Province）と訳す場合があるが、実際に自治権が中央（連邦）政府より譲渡されているのはクルディスタン地域のみである。そればかりか、イラク全土で連邦制であること自体浸透していないという。

## 一覧
| #   | 名称                 | 現地語表記       | ラテン文字転写/表記     | 県都             | 人口 （2015年推計） | 面積 （km2） |
| --- | -------------------- | ---------------- | ----------------------- | ---------------- | ------------------- | ------------ |
| 1   | アンバール県         | الأنبار          | al-'Anbār               | ラマーディー     | 1,715,100           | 138,501      |
| 2k  | アルビール県         | أربيل            | Arbīl (ar)              | アルビール       | 1,797,700           | 14,471       |
| 2k  | アルビール県         | هه‌ولێر           | Hewlêr (ku)             | アルビール       | 1,797,700           | 14,471       |
| 3   | バービル県           | بابل             | Bābil                   | ヒッラ           | 1,999,000           | 6,468        |
| 4   | バグダード県         | بغداد            | Baghdād                 | バグダード       | 7,877,900           | 734          |
| 5   | バスラ県             | البصرة           | al-Başrah               | バスラ           | 2,818,800           | 19,070       |
| 6   | ジーカール県         | ذي قار           | Dhī Qār                 | ナーシリーヤ     | 2,029,300           | 12,900       |
| 7k  | ドホーク県           | دهوك             | Dahūk (ar)              | ドホーク         | 1,252,300           | 6,553        |
| 7k  | ドホーク県           | دهۆك             | Duhok (ku)              | ドホーク         | 1,252,300           | 6,553        |
| 8   | ディヤーラー県       | ديالى            | Diyālā                  | バアクーバ       | 1,584,900           | 19,076       |
| 9k  | ハラブジャ県         | محافظة حلبجة     | Ḥalābjah (ar)           | ハラブジャ       | 105,600             | 888          |
| 9k  | ハラブジャ県         | پارێزگای ھەڵەبجە | Helebceyê (ku)          | ハラブジャ       | 105,600             | 888          |
| 10  | カルバラー県         | كربلاء           | Karbalā'                | カルバラー       | 1,180,500           | 5,034        |
| 11  | キルクーク県         | كركوك            | Kerkûk                  | キルクーク       | 1,548,200           | 10,282       |
| 12  | ムサンナー県         | المثنى           | al-Muthannā             | サマーワ         | 788,300             | 51,740       |
| 13  | マイサーン県         | ميسان            | Maysān                  | アマーラ         | 1,078,100           | 16,072       |
| 14  | ニーナワー県         | نينوى            | Nīnawā                  | モースル         | 3,612,300           | 37,323       |
| 15  | ナジャフ県           | النجف            | an-Najaf                | ナジャフ         | 1,425,700           | 28,824       |
| 16  | カーディーシーヤ県   | القادسية         | al-Qādisīyah            | ディーワーニーヤ | 1,250,200           | 8,153        |
| 17  | サラーフッディーン県 | صلاح الدين       | Şalāḩ ad-Dīn            | ティクリート     | 1,544,100           | 24,751       |
| 18k | スレイマニヤ県       | السليمانية       | as-Sulaymānīyah (ar)    | スレイマニヤ     | 1,990,300           | 17,0231      |
| 18k | スレイマニヤ県       | سلێمانی          | Slêmanî / Silêmanî (ku) | スレイマニヤ     | 1,990,300           | 17,0231      |
| 19  | ワーシト県           | واسط             | Wāsiţ                   | クート           | 1,335,200           | 17,153       |

### 下位区分

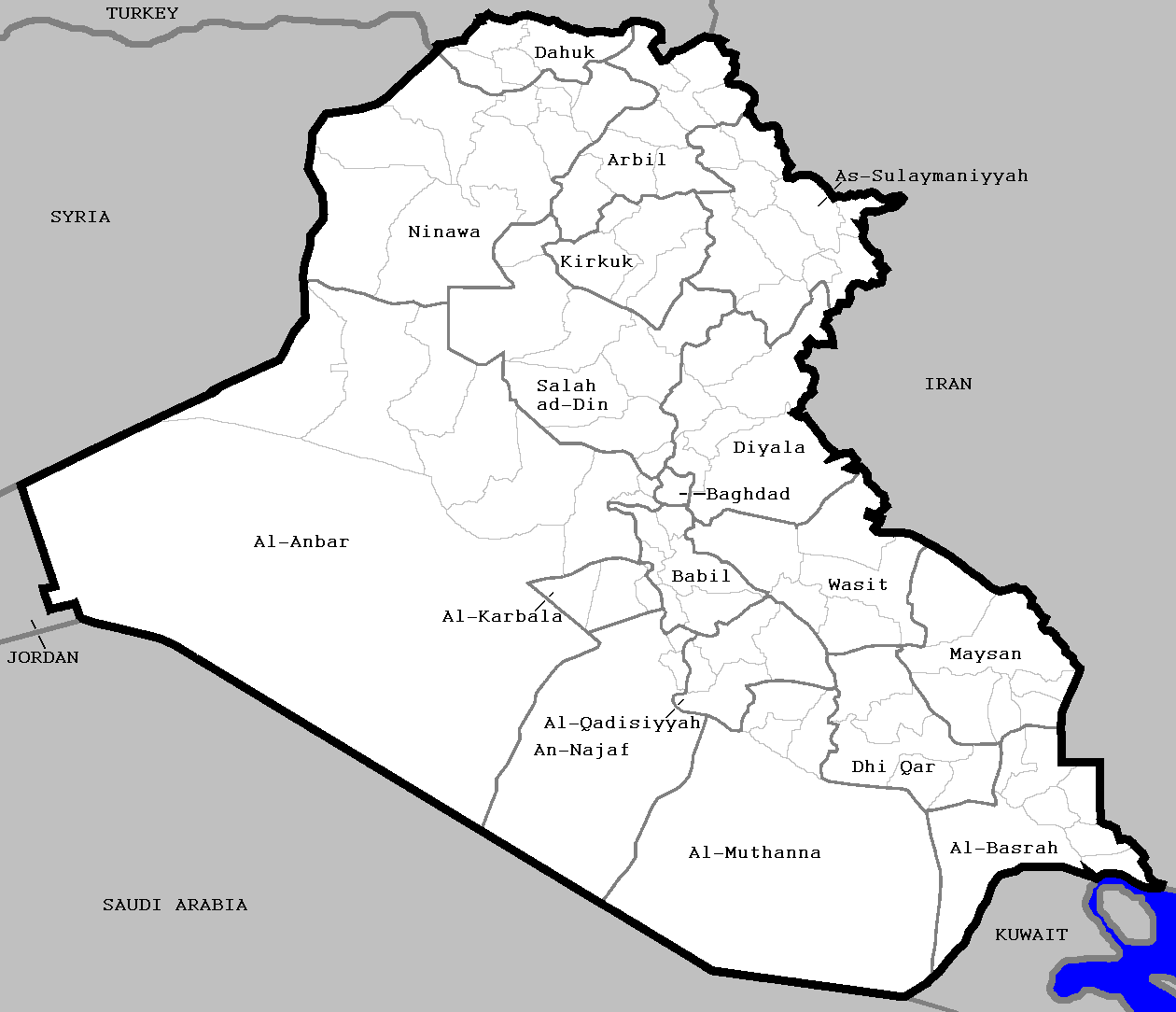
イラクの下位区分

県はカダー (قضاء, qaḑāʾ; 複数形: أقضية,aqḑiyah) と呼ばれる自治体に分けられている。

## 新しい県の追加
1990年8月8日、イラクはクウェート共和国（8月2日早朝のクウェート侵攻後の8月4日に建国されたイラクの傀儡国家）の併合を宣言し、8月28日にクウェート県（Kuwait Governorate、محافظة الكويت）として大きく3つの行政区域（カーズィマ、アルジャハラ、アルアフマデ）に分け、また残り一部をバスラ県に割り当てた。しかし、1991年に多国籍軍の攻撃が始まりイラクは敗戦、クウェート県は独立国クウェートとして消滅した。（湾岸戦争も参照のこと。）
湾岸戦争終結から約23年後の2014年3月16日、イラク政府はスレイマニヤ県を分割してハラブジャ県（Halabja）という19番目の新しい県を設置した。しかし、2015年3月現在は過激派組織ISILなどの武装勢力による内戦で国内が混乱しているため、ハラブジャ県の整備は思うように進んでいない。
他にも、イラクは2014年1月22日にハラブジャ県以外にトゥズ・クォーマート県（Tuz Khormato、サラーフッディーン県を分割）、ファルージャ県（Fallujah、アンバール県を分割）、ニーナワー平原県（Nineveh plains、ニーナワー県を分割）の計3県の設置を決定したが、これまた設置までには至っていない。なお、これらの県が追加された場合には、イラクは22県となる。